# Ковнировщина
Ковнировщина (укр. Ковнірівщина) — село,
Иваново-Селищенский сельский совет,
Глобинский район,
Полтавская область,
Украина.
Код КОАТУУ — 5320683603. Население по переписи 2001 года составляло 46 человек.

## Географическое положение
Село Ковнировщина находится на расстоянии до 3-х км между сёлами Иваново Селище и Малиновка.